# Womelsdorf (Virginia Occidentale)
Womelsdorf è un comune degli Stati Uniti d'America, situato nello Stato della Virginia Occidentale, nella contea di Randolph.